# 迪加帕汉迪
迪加帕汉迪（Digapahandi），是印度奥里萨邦Ganjam县的一个城镇。总人口10888（2001年）。

## 人口
该地2001年总人口10888人，其中男性5540人，女性5348人；0—6岁人口1330人，其中男680人，女650人；识字率59.31%，其中男性为68.18%，女性为50.13%。